# Rödluvan (roman)
Rödluvan från 1986 är en roman av den finlandssvenska författaren Märta Tikkanen. Romanen beskrivs ofta som en självbiografisk roman och skildrar en kvinnas liv från hennes barndom till vuxenlivet. Boken är utgiven på det svenska förlaget Trevi. 

## Handling
Romanens huvudperson är Rödluvan, en kvinna vars liv läsaren följer från barndomen till berättandets stund. Rödluvan är den äldsta dottern i en familj där mamman varnar henne för karlar och där pappan ofta är upptagen på sitt arbetsrum. Rödluvan upplever att hennes föräldrar ställer stora krav på henne att vara duktig, snäll och exemplarisk. Under romanens gång drömmer Rödluvan ”om ett eget rum, en dörr att stänga om sej”, en dröm som påverkats av att hennes mamma inte har ett eget arbetsrum eller ett eget skrivbord såsom pappan. Då mamman uttrycker en önskan om att få ett skrivbord svarar pappan att det inte går, ”vi har inte rum för ett skrivbord till”. Detta gör att mamman stundvis stänger in sig själv i sängkammaren i ett depressionsliknande tillstånd. 
Då Rödluvan blir vuxen träffar hon Vargen, mannen hon förälskar sig i och bildar familj med. Det beskrivs hur Rödluvan har börjat en skrivarkarriär och hur ord är ytterst viktiga för henne. I sitt eget familjeliv längtar Rödluvan efter det egna rummet, till tid bara för henne själv då hon kan skriva, samtidigt som hon vill finnas tillgänglig för sina barn. Rödluvan försöker finna en balans mellan dessa två behov, vilket resulterar bland annat i att hon sitter i vardagsrummet och skriver om nätterna.
Romanen behandlar även Rödluvans äktenskap med Vargen och maktförhållanden i deras relation. Detta kan läsas som en självbiografisk skildring av Märta Tikkanens eget äktenskap med författaren Henrik Tikkanen. 

## Litterär stil
Handlingen i Rödluvan är inte berättad i kronologisk ordning utan framställs fragmentariskt. Nu- och dåtid vävs in i varandra och det förekommer tidshopp såväl i form av framåt- som tillbakablickar. Själva språket följer samma uppbrutna modell. Romanen är skriven på prosalyrik, det vill säga poetiskt utformad prosa som förstärks rent typografiskt av den varierande styckelängden samt de ofta förekommande mellanrummen i texten. Meningarna inleds ofta med gemener och interpunktion är sparsamt använd:

hur ska de båda stå ut med att veta att de ändå finns inne i
mamman, hotar spränga mamman

spränga världen

långt långt bort har mamman flytt med orden gömda i sej, in i
skogen, i sin egen skog långt borta

Denna stil är utmärkande för Tikkanens författarskap i allmänhet och är även kännetecknande för den litteratur som skrevs under 1970-talet. I Finlands svenska litteraturhistoria beskriver Trygve Söderling, filosofie doktor i litteraturvetenskap, stildraget som en ”markör för självständighet, modernitet och egalitarism”  och pekar således på det rådande samhällsklimatets inverkan på hur litteratur skrevs under denna tid. Den direkthet och frihet som eftertraktades på samhällelig nivå avspeglades i det nya, okonventionella sättet att skriva, nämligen i sprängandet av litterära former.
Romanen bär även på många intertextuella drag i och med att den hänvisar till den kända sagan om Rödluvan och vargen. Det förekommer inga personnamn i romanen – huvudpersonen omtalas konsekvent som Rödluvan och vid sidan om detta förekommer bland annat Vargen, mamman, pappan, och valparna (Rödluvans och Vargens barn). Förutom namn på personer förekommer i Rödluvan även hemmet och skogen som två åtskilda platser på samma sätt som i sagan. I sagan förekommer även resan som Rödluvan gör för att komma till mormoderns hus. Denna resa kan i Tikkanens verk tolkas som den uppväxtresa Rödluvan gör, då hon lämnar barndomshemmet och inleder sitt eget familjeliv med Vargen.

## Självbiografiska inslag
Kännetecknande för Märta Tikkanens författarskap är de biografiska inslagen i hennes verk.  Medan Århundradets kärlekssaga är känd för att behandla Henrik och Märta Tikkanens äktenskap, som präglades av alkoholism, behandlar Rödluvan även Märta Tikkanens barndom vid sidan om hennes äktenskap med Henrik Tikkanen.  

## Teman
Såväl i Rödluvan som i sina övriga verk tematiserar Tikkanen kvinnoproblem av olika slag. Lisbeth Larsson beskriver i Nordisk Kvinnolitteraturhistoria Märta Tikkanen som ”en av den nya kvinnorörelsens galjonsförfattare”  och hur hon i och med Rödluvan fört vidare ”den självbiografiskt anlagda undersökningen av kärlekens villkor”. Det svåra samlivet mellan man och kvinna och den begränsande och instängande makt som könsroller har på kvinnor och män är påtagliga teman i Rödluvan. 
Vikten av att som kvinna ha ett eget rum är även ett starkt genomgående tema i romanen som för tankarna till Virginia Woolfs essä Ett eget rum. I Nya Argus skriver Synnöve Clason hur Rödluvan, mer än Tikkanens tidigare böcker, kan förstås som en utforskning av olika rum och hur dessa påverkat Rödluvan som barn och vuxen.

## Kritik
Rödluvan väckte motsatta läsarreaktioner hos kritikerna. Medan boken hyllades i Sverige var mottagandet i Svenskfinland positivt om än något reserverat. Bland annat ansågs boken innehålla en del uppreningar i förhållande till Tikkanens tidigare produktion. Siv Storås kritik av romanen i Finsk Tidskrift är däremot genomgående positiv. Hon beskriver romanen som ”[e]tt mäktigt bygge [...] av generationsgemenskap och föräldraroller, kärleks salighet, kärleks förtvivlan, frihetslängtan och skapartvång [...] sammanhållet inom en symbolstark och konsekvent genomförd sagoram”.